# سیارک ۹۱۲۸
سیارک ۹۱۲۸ (به انگلیسی: 9128 Takatumuzi، نامگذاری:1998HQ52) نه هزار و صد و بیست و هشتمین سیارک کشف شده‌است که در ۳۰ آوریل ۱۹۹۸ کشف شد.
قدر مطلق سیارک برابر ۱۷.۰ است.